# Vietnamese Second Division
La Vietnamese Second Division (Giải bóng đá hạng Nhất Quốc gia) è la terza divisione calcistica del Vietnam, creata nel 1999. È composta da 18 squadre.

## Squadre 2017

### Gruppo A
- Viettel B
- Bình Định
- Lâm Đồng
- Hà Nội T&T B
- Kon Tum
- Sanatech Khánh Hòa
- Công an Nhân dân
- Phù Đổng

### Gruppo B
- Template:Calcio PVF
- An Giang
- Sài Gòn
- Template:Calcio Tien Giang
- Template:Calcio Ben Tre
- Template:Calcio Long An B
- Template:Calcio Ca Mau
- Template:Calcio Binh Thuan

## Albo d'oro
| Stagione | Campione                                    | Secondo posto                |
| -------- | ------------------------------------------- | ---------------------------- |
| 2001     | Thanh Hóa F.C. Cần Thơ F.C.                 | nessuno                      |
| 2002     |                                             |                              |
| 2003     | Quảng Nam F.C.                              | Khai Hoan Hotel F.C.         |
| 2004     | Khánh Hòa F.C.                              | Đồng Nai F.C.                |
| 2005     | 5th Military Region F.C.                    | Tây Ninh F.C.                |
| 2006     | Quảng Ngãi F.C.                             | Than Quảng Ninh F.C.         |
| 2007     | 7th Military Region F.C.                    | Hà Nội T&T                   |
| 2008     | Quảng Nam F.C.                              | Sai Gon United F.C.          |
| 2009     | TDC Bình Dương F.C.                         | Viettel F.C.                 |
| 2010     | Kiên Giang F.C.                             | Hoa Phat V&V F.C.            |
| 2011     | SHB Đà Nẵng Youth F.C.                      | Lâm Đồng F.C.                |
| 2012     | Ba Ria Vũng Tàu F.C.                        | Khatoco Khánh Hòa Youth F.C. |
| 2013     | Huế F.C. Sanna Khánh Hòa F.C. Tây Ninh F.C. | nessuno                      |
| 2014     | Nam Định F.C.                               | Vĩnh Long F.C.               |
| 2015     | Viettel F.C. Tây Ninh F.C. Cà Mau F.C.      | nessuno                      |
| 2016     | PVF                                         | Bình Định                    |
| 2017     | Công An Nhân Dân Bình Định                  | nessuno                      |